# I Have the Touch
I Have the Touch ist ein Lied des britischen Pop-Rock-Musikers Peter Gabriel aus dem Jahr 1982.

## Entstehung und Veröffentlichung
Das Lied wurde vom Interpreten selbst geschrieben beziehungsweise komponiert. Der Arbeitstitel des Songs während der Aufnahmesitzungen war Hands. Gabriel zeichnete darüber hinaus, zusammen mit David Lord, für die Produktion verantwortlich. Die Aufnahmen fanden in Gabriels Ashcombe House bei Bath statt, abgemischt wurde das Lied in den Crescent Studios in Bath.
I Have the Touch wurde von Peter Gabriel bereits zwei Monate vor Veröffentlichung des Albums Peter Gabriel (Security) am 16. Juli 1982 bei dem ersten WOMAD-Festival im Showering Pavillon des Royal Bath and West Showground (Somerset, UK) live gespielt. Der gesamte Auftritt wurde am 8. August 2025 als Album Live at WOMAD 1982 digital veröffentlicht. Auf dem Kompilations-Album A World Of Music Arts & Dance vom 29. Juli 2022 mit Liveaufnahmen des allerersten WOMAD-Festivals von 1982 von verschiedenen Künstlern war I Have the Touch bereits zuvor enthalten.
Die Erstveröffentlichung von I Have the Touch erfolgte als Teil von Gabriels vierten Studioalbum Peter Gabriel (Security) am 6. September 1982. Am 5. Dezember desselben Jahres erschien es als zweite Singleauskopplung aus dem Album. Die B-Seite der Single mit dem Namen Across the River war ein Instrumentalstück, das aus einer Session zwischen Gabriel, Stewart Copeland, L. Shankar und dem langjährigen Gabriel-Gitarristen David Rhodes stammte und für das sechs Monate zuvor erschienene WOMAD-Benefizalbum Music and Rhythm aufgenommen wurde. Das Lied wurde auf anderen Singles und 2019 auf dem Kompilationsalbum Flotsam and Jetsam wieder veröffentlicht; eine Liveversion erschien auf dem Album Secret World Live und dem gleichnamigen Konzertfilm von 1994. Die für das Single-Frontcover verwendeten Bilder sind Standbilder aus dem Musikvideo zu Shock the Monkey, da es zu I Have the Touch kein eigenes Video gibt. Das Stück fand unter anderem im Film The Chocolate War (1988) Verwendung.
1996 mischte Gabriel I Have the Touch mit Robbie Robertson neu ab. Der Remix wurde im Film Phenomenon von Jon Turteltaub aus demselben Jahr verwendet. Diese Version wurde 2003 auf dem Kompilationsalbum Hit veröffentlicht.

## Inhalt und Bedeutung
I Have the Touch ist nach Aussage von Gabriel:

„Ein Lied über Kontakt. Ich hatte angefangen, diese Dinge darüber zu lesen, wie wichtig Berührungen sind. Es ist zum Beispiel klar, dass sich das Gehirn von Babys entsprechend der Menge an Körperkontakt entwickelt, die sie erhalten. Die Haut wird als Organismus oft unterschätzt. Also habe ich mir verschiedene Ansätze für Berührungen angeschaut.“

## Version von 1983
Im Jahr 1983 nahmen Gabriel und Peter Walsh das Stück mit einem erweiterten Instrumentalteil neu auf, das zuerst als B-Seite der 12″-Single von Walk Through the Fire veröffentlicht, einem Non-Album-Track aus dem Kinofilm Against All Odds von Taylor Hackford aus dem Jahr 1984. Ein bearbeiteter Remix dieser Version wurde später auf der 12″-Single des Liedes Sledgehammer und dem Kompilationsalbum Shaking the Tree von 1990 veröffentlicht.

## Kon Takt!
Von diesem Lied wurde wie von allen anderen Liedern des Albums Peter Gabriel (Security) eine deutschsprachige Version unter dem Titel Kon Takt! kreiert, die am 1. November 1982 auf dem Album Deutsches Album in Westdeutschland erschien. Gabriel singt darauf selbst den von Horst Königstein auf Deutsch übersetzten Text. Peter Gabriel arbeitete sorgfältig mit Horst Königstein zusammen, um sicherzustellen, dass der deutschsprachige Text mehr ist als eine einfache Übersetzung des englischsprachigen Originals. Die Sprache vermittelt nicht nur die Bedeutung und die beabsichtigte Bildsprache des ursprünglichen Songs, sondern ermöglicht es den Worten auch, zur Musikalität des Liedes beizutragen.

## Mitwirkende

### Musiker
- John Ellis – Begleitgesang
- Larry Fast – Prophet-5-Synthesizer, Moog-Synthesizer
- Peter Gabriel – Haupt- und Begleitgesang, Fairlight CMI, Prophet-5, Linn LM-1-Programmierung
- Tony Levin – Chapman Stick
- David Rhodes – E-Gitarre

### Technisches Personal
- Peter Gabriel – Songwriter, Produktion
- David Lord – Produktion

## Coverversionen
1996 nahm Heather Nova eine Coverversion des Songs für den Teenie-Hexen-Horrorfilm The Craft von Andrew Fleming aus dem gleichen Jahr auf.